# Paris–Roubaix 1984

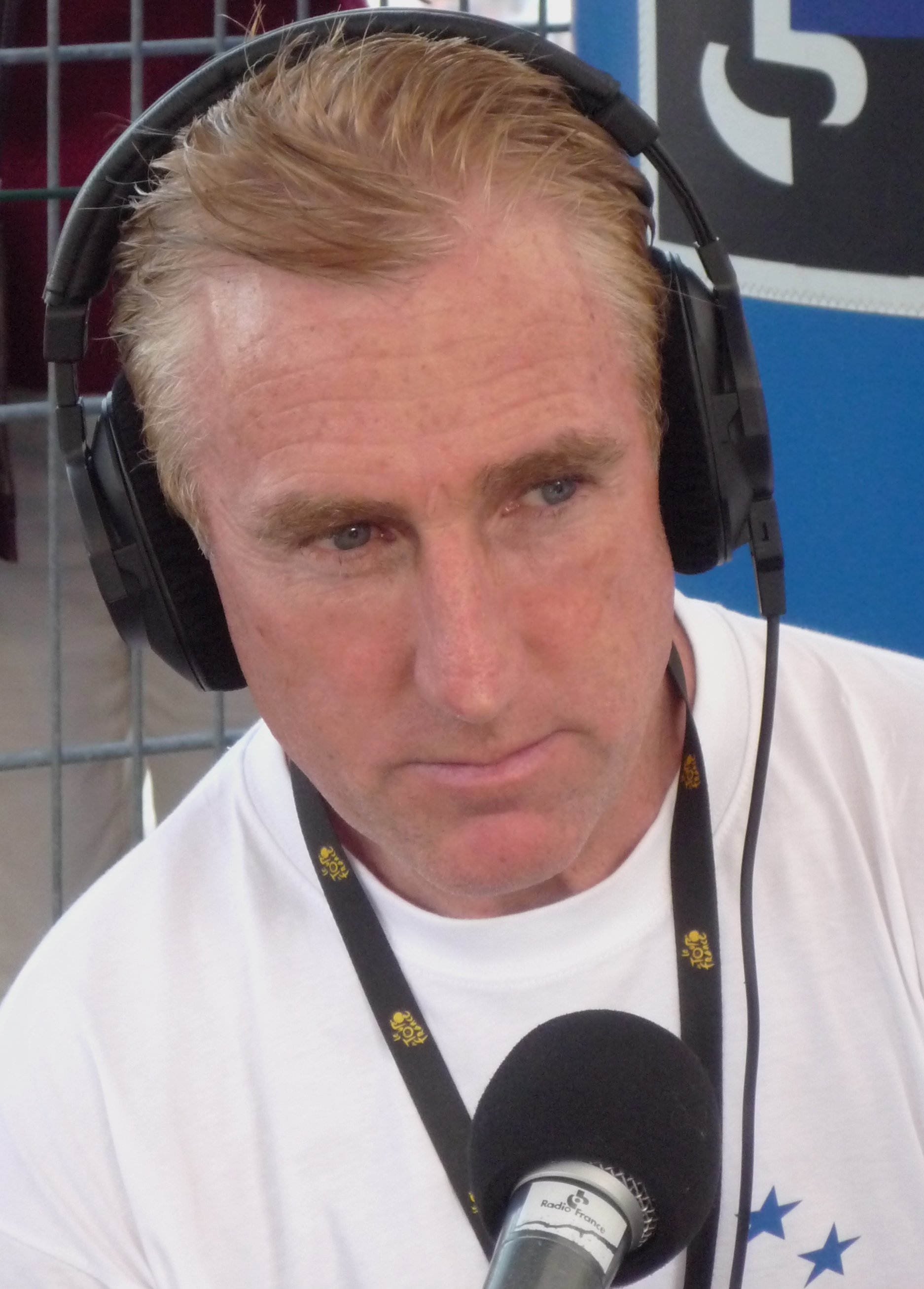
Sean Kelly (2009)

Das Eintagesrennen Paris–Roubaix 1984 war die 82. Austragung des Radsportklassikers und fand am Sonntag, den 8. April 1984, statt.
Das Rennen führte von Compiègne, rund 80 Kilometer nördlich von Paris, nach Roubaix, wo es im Vélodrome André-Pétrieux endete. Die gesamte Strecke war 265,5 Kilometer lang. Es starteten 158 Fahrer, von denen sich 42 platzieren konnten. Der Sieger Sean Kelly absolvierte das Rennen mit einer Durchschnittsgeschwindigkeit von 36,074  km/h.
Die Straßen waren nass und matschig. Auf dem Trouée d’Arenberg hatten die beiden Mannschaftskameraden von La Redoute, Alain Bondue und Gregor Braun, anderthalb Minuten Vorsprung. 40 Kilometer vor dem Ziel machte Sean Kelly Tempo, um die beiden einzuholen, und Rudy Rogiers folgte ihm. Kelly und Rogiers holten Braun und Bondue ein. Braun konnte nicht mehr mithalten, und Bondue stürzte. Es kam zum Sprint zwischen Rogiers und Kelly, den Kelly gewann. Damit war er der erste und bisher (2024) einzige Ire, dem es gelang, Paris–Roubaix zu gewinnen. Kelly, der von den irischen Medien King Kelly getauft wurde, sagte später: „Paris–Roubaix ist zum Fahren das schrecklichste Rennen, zum Gewinnen aber das schönste.“